# Demokratiediskurs im arabischen Raum
Der Demokratiediskurs im arabischen Raum verdeutlicht eine anhaltende Kontroverse, die sich mit der Frage befasst, inwiefern demokratische Herrschaftselemente und Werte mit der islamischen Lehre kompatibel seien. Im Zuge des Arabischen Frühlings erfuhr jene Debatte eine zunehmende Dynamisierung, da in Tunesien und Ägypten islamistische Kräfte demokratisch gewählt wurden und somit der Diskurs um die Werte einer islamischen Demokratie – in Ägypten aufgrund des Militärputsches von 2013 nur zeitweilig – praktisch erfahrbar wurden.

## Positionen innerhalb des Diskurses
Charakteristisch für den Demokratiediskurs im arabischen Raum ist seine ideologisch aufgeladene und polarisierende Wirkung, die nicht nur innerhalb, sondern auch außerhalb arabischer Gesellschaften und Wissenschaft ihren Widerhall findet.
So vertreten Forscher auf der einen Seite die These, dass sich Muslime entweder vom Islam abwenden oder diesen reformieren müssten, um Teil der modernen Welt zu sein. Prominente Vertreter jener Strömung sind Samuel P. Huntington, der resümiert, dass der Islam den Individualismus, der eine konstituierende Komponente einer liberalen Demokratie sei, keinerlei Entfaltungsmöglichkeiten gegenüber der Gemeinschaft eingestehe und der Individualismus somit nachrangig sei. Ferner führt Francis Fukuyama aus, dass das islamische Recht (Scharia) illiberale Grundsätze besäße, somit könne keine Demokratie entstehen. Vielmehr befördere der Islam dadurch eine antidemokratisch-autoritäre Einstellung, die den stabilen Autoritarismus innerhalb der arabischen Welt erkläre.
Weiterhin lehnen fundamentalistische Strömungen muslimischer Geistlicher und militanter Islamisten die Demokratie mit dem Argument ab, dass diese den Geboten Gottes widerspreche und lediglich ein westliches Produkt sei. Der Islam dagegen wird als allumfassendes und unveränderliches System begriffen, das private und öffentliche Angelegenheiten reglementiere. Diese Gesetzgebung sei dem unveränderlichen islamischen Recht zu entnehmen, sodass durch ihre vollständige Umsetzung ein allen anderen Systemen überlegenes Gemeinwesen entstehe. Prominente Befürworter jener Thesen waren hierbei u. a. Sayyid Qutb und Abul-Ala Maududi. Doch entwickelte der Diskurs ebenso integrativ-kritische Ansätze. Die Befürworter der Kompatibilität des Islams mit der Demokratie führen demgegenüber an, dass das islamische Recht kein monolithisches Gebilde darstelle und demnach stets von Muslimen in ihren jeweiligen spezifisch-historischen und sozio-ökonomischen Kontexten interpretiert werden könne. Ein wichtiges Element dieses Argumentationsstranges bildet hierbei die Schura. Diese sei ein historisch angewandtes konsultatives Verfahren der Entscheidungsfindung, die von islamischen Gelehrten, je nach Lesart, entweder als obligatorisch oder als wünschenswert eingestuft werde. So sei die Essenz der Demokratie im Wesen des Islams angelegt. Berühmte Vertreter der obligatorischen Auffassung sind u. a. Hasan al-Turabi, Rached Ghannouchi und Khalid Muhammad Khalid. Hieran anknüpfend sieht der Politikwissenschaftler Muqtedar Khan die Aufgabe einer arabisch-muslimischen Demokratie darin, das islamische Recht so anzupassen, dass es mit zeitgemäßen demokratischen Werten und internationalen Rechtsstandards vereinbar sei. Die theoretische Kontroverse müsse ferner dazu führen, dass innerhalb der arabischen Gemeinschaften intensiver über eine neuartige Selbstverwaltung debattiert werde, die bei konservativen sowie liberalen muslimischen Kräften innerhalb der arabischen Gesellschaft Akzeptanz genieße. Nicht nur die dogmatischen Interpretationen des Islams würden der Demokratie in der arabischen Welt im Wege stehen, eine zusätzliche Brisanz erhalte jener Diskurs aus den herrschenden sozio-politischen Bedingungen, dem Scheitern von Staaten und der negativen Rolle fremder Mächte, die zu einem Umfeld beigetragen hätten, das der Entwicklung von Demokratie nicht förderlich sei. Jene Gemengelage verlange daher eine differenzierte Argumentation sowie eine enge Verzahnung von Theorie und Empirie.

## Empirische Untersuchungen im Arab Barometer
So wurden neben dem theoretischen Diskurs in den letzten Jahren auch mehrere empirische Untersuchungen der politischen Einstellungen und Werte von Bewohnern der MENA-Region, insbesondere durch das Arab Barometer, durchgeführt mit dem Ziel, den gesellschaftlichen Diskurs empirisch abzubilden. Dabei zeigte sich, dass auch in der gesellschaftlichen Realität eine Debatte um Demokratie und ihre Werte stattfindet. So stimmten in der letzten Befragung von 2012 79 % der Befragten der Aussage, dass Demokratie das beste aller möglichen Systeme darstelle, zu. Insgesamt zeigt sich jedoch eine leichte Abnahme der Zustimmungswerte nach den Ereignissen des Arabischen Frühlings.
Vermutlich steht dies im Zusammenhang mit den ersten demokratischen Erfahrungen nach dem Arabischen Frühling, insbesondere in Ägypten und Tunesien. Während 2011 dort noch 68 % beziehungsweise 56 % ein demokratisches System als am besten geeignet für das eigene Land ansahen, sank die Zustimmung in der dritten Welle des Arab Barometer auf 40 % und 42 %.
Eine Ursache dafür lässt sich im eher instrumentellen Verständnis von Demokratie als „Mittel zum Zweck“ feststellen. So definieren Befragte des Arab Barometer demokratische Ziele sowohl politisch als auch wirtschaftlich, wie beispielsweise als eine Verringerung der Einkommensungleichheit und als die Sicherstellung einer Grundversorgung. Als Vorbild dienen westliche Demokratien, die sich meist durch ein hohes wirtschaftliches Niveau auszeichnen. Dieses wird mit der Existenz einer Demokratie verknüpft und somit ein demokratisches System für das eigene Land als erstrebenswert betrachtet. Da gleichzeitig eine knappe Mehrheit der Bevölkerung ökonomische Probleme als am dringlichsten ansieht, steht für die Akzeptanz von Demokratie als politisches Konzept insbesondere die Fähigkeit, diese Probleme zu lösen, im Vordergrund. Nachdem sich die Wirtschaftslage und wie die Sicherheitslage durch islamistische Anschläge nach der Revolution in beiden Staaten verschlechtert hatten, wirkte sich das insgesamt auch auf die Akzeptanz von Demokratie als politischem System aus, da das System die in es gesetzten Erwartungen nicht erfüllen konnte.

## Kritik
Aufgrund der hohen Zustimmungswerte lässt sich vermuten, dass Demokratie auch in der arabischen Welt über weitreichende Unterstützung verfügt. Kritiker führen allerdings an, dass nicht vordergründig politische Freiheitsrechte im Mittelpunkt stehen, sondern lediglich der Wunsch nach wirtschaftlichem Aufschwung und Stabilität. Diktaturen sind demnach nur abzulehnen, wenn sie die Ungleichheit in der Bevölkerung vergrößern und nicht in der Lage sind, eine grundlegende Versorgung sicherzustellen. Es wird daher angezweifelt, dass sich Demokratie als Konzept problemlos auf die Arabische Welt übertragen lässt und die angeführten Zustimmungswerte tatsächlich die Unterstützung eines mit dem westlichen übereinstimmenden Demokratiekonzepts widerspiegeln. In diesem Zusammenhang lässt sich auch die methodische Herangehensweise des Arab Barometer kritisieren, das Demokratieunterstützung ohne vorherige Präzisierung des Konzepts abfragt. Ein weiterer Kritikpunkt an dem Befund einer weitreichenden Unterstützung von Demokratie ist die verbreitete Zustimmung zu einem Einfluss der Religion auf die Politik. So befürwortet gut ein Drittel der Befragten des Arab Barometer ein Mitwirken religiöser Personen auf politische Entscheidungen. Obwohl die Zustimmung im Verlauf der letzten Jahre gesunken ist, wird die Religion von westlichen Forschern als das bestimmende Merkmal arabischer Politik wahrgenommen und daraus eine Inkompatibilität mit westlichen Werten wie Freiheit, Gleichheit und letztendlich auch Demokratie geschlussfolgert.